# Wilhelm Nida-Rümelin
Wilhelm Nida-Rümelin (* 27. November 1876 in Linz; † im Mai 1945 bei Schäftlarn) war ein österreichisch-deutscher Bildhauer der Klassischen Tradition des 20. Jahrhunderts.

## Werdegang und Ausbildung
Wilhelm wurde als uneheliches Kind von Wilhelm Rümelin und Franziska Nida geboren.
Nach dem Tod seiner Eltern wurde Wilhelm Nida-Rümelin von einem Kloster in Linz aufgenommen und begann eine Lehre zunächst auf einer Werft, wechselte aber bald zu einer Bildhauerlehre, wo er verschiedene Techniken lernte: Ton, Gips, Holz, Stein, Stuck (Letzteres war für ihn eine solide Grundlage für die Freskotechnik). Nach der Gesellenprüfung fuhr er 1895 in die damals aufblühende Kunststadt München, wo er 1913 die bayerische Staatsangehörigkeit erwarb.
Von Friedrich von Thiersch bekam er einen Auftrag zur Mitarbeit an der künstlerischen Gestaltung des Justizpalastes. Er war Schüler von Professor Wilhelm von Rümann an der Akademie der Bildenden Künste und Gehilfe des Bildhauers Ernst Pfeifer. Er gründete ein Atelier in München und erhielt Aufträge für freie Arbeiten in München, Bremen und Essen.
Im Jahr 1906 wurde Wilhelm Nida-Rümelin als Lehrer der Bildhauerklasse an die Kunstgewerbeschule Kassel berufen. Es folgte ein zweijähriger Studienaufenthalt in Rom von 1908 bis 1910. Dann war er wieder in München ansässig und freiberuflich als Bildhauer und Freskomaler tätig.
Am 1. Dezember 1923 folgte Wilhelm Nida-Rümelin einem Ruf als ordentlicher Professor für Bildhauerei und Keramik an die damalige Kunstgewerbeschule Nürnberg (ab 1928 Staatsschule für Angewandte Kunst, später Akademie der Bildenden Künste Nürnberg). Nach seiner Emeritierung am 1. Oktober 1941 arbeitete er wieder in München, wo er das große Atelier im Hildebrandhaus mietete, bis zu seinem Freitod im Mai 1945.
Wilhelm Nida-Rümelin war der Vater des Bildhauers Rolf Nida-Rümelin sowie der Großvater der Philosophen Julian Nida-Rümelin und Martine Nida-Rümelin.

## Kunstauffassung und Wirken
Die klassische Tradition, in der Wilhelm Nida-Rümelin stand, knüpfte im späten 19. Jahrhundert an die griechische Plastik an. Der in Italien und ab der Jahrhundertwende in München wirkende Adolf von Hildebrand übte in Theorie und Praxis einen großen Einfluss auf das Werk von Wilhelm Nida-Rümelin aus, welcher in den 40er Jahren in dessen früheren Atelier im Hildebrandhaus in München arbeitete. Wie die Vertreter der Kunstrichtung der Neuen Sachlichkeit galt auch der Spätklassizismus des frühen zwanzigsten Jahrhunderts in der NS-Zeit nicht als entartet und wurde geduldet. Er passte sich teilweise dem nationalsozialistischen Kunstideal an. Sein Lehrer Wilhelm von Rümann und auch Ernst Pfeifer galten ebenfalls als Repräsentanten der „klassischen Form“. Dies gilt auch für einige der späten Arbeiten Wilhelm Nida-Rümelins.
Das Gesamtoeuvre zwischen 1900 und 1944 ist komplex – es reicht von filigranen Fresko- und Stuckarbeiten über Porträts, Tierplastiken, Brunnenanlagen bis zu einzelnen Monumentalwerken der Spätphase, die an künstlerischer Qualität deutlich hinter den früheren Arbeiten zurückstehen. Als Freskomaler wandte er die verlorengegangene traditionelle Technik an und zeigte, dass diese entgegen den Erwartungen nachhaltig ist.
Als Bildhauer und Kunstprofessor praktizierte und propagierte er eine enge Verbindung von Handwerk und Kunst, eine Rehabilitierung „angewandter Kunst“ und die Freiheit von Architektur und künstlerischer Gestaltung.
In der NS-Zeit erhielt er öffentliche Aufträge und zählte zu „Hitlers Künstlern“ wie Arno Breker, Josef Thorak u. a. Dies soll laut Joe F. Bodenstein von seinen Nachkommen bewusst verschwiegen worden sein: „In Vergessenheit geraten ist Wilhelm Nida-Rümelin nach 1945 dadurch, dass seine Nachkommen offensichtlich bewusst das Werk des Künstlers in der NS-Zeit verdrängt und verschwiegen haben.“ (vom 20. April 2005) Nida-Rümelins Enkel Julian Nida-Rümelin erinnert sich daran, dass sein Großvater "in den letzten Kriegsjahren aus Angst vor der Barbarei der [...] Bolschewiken der NSDAP" beigetreten sei."

## Werke

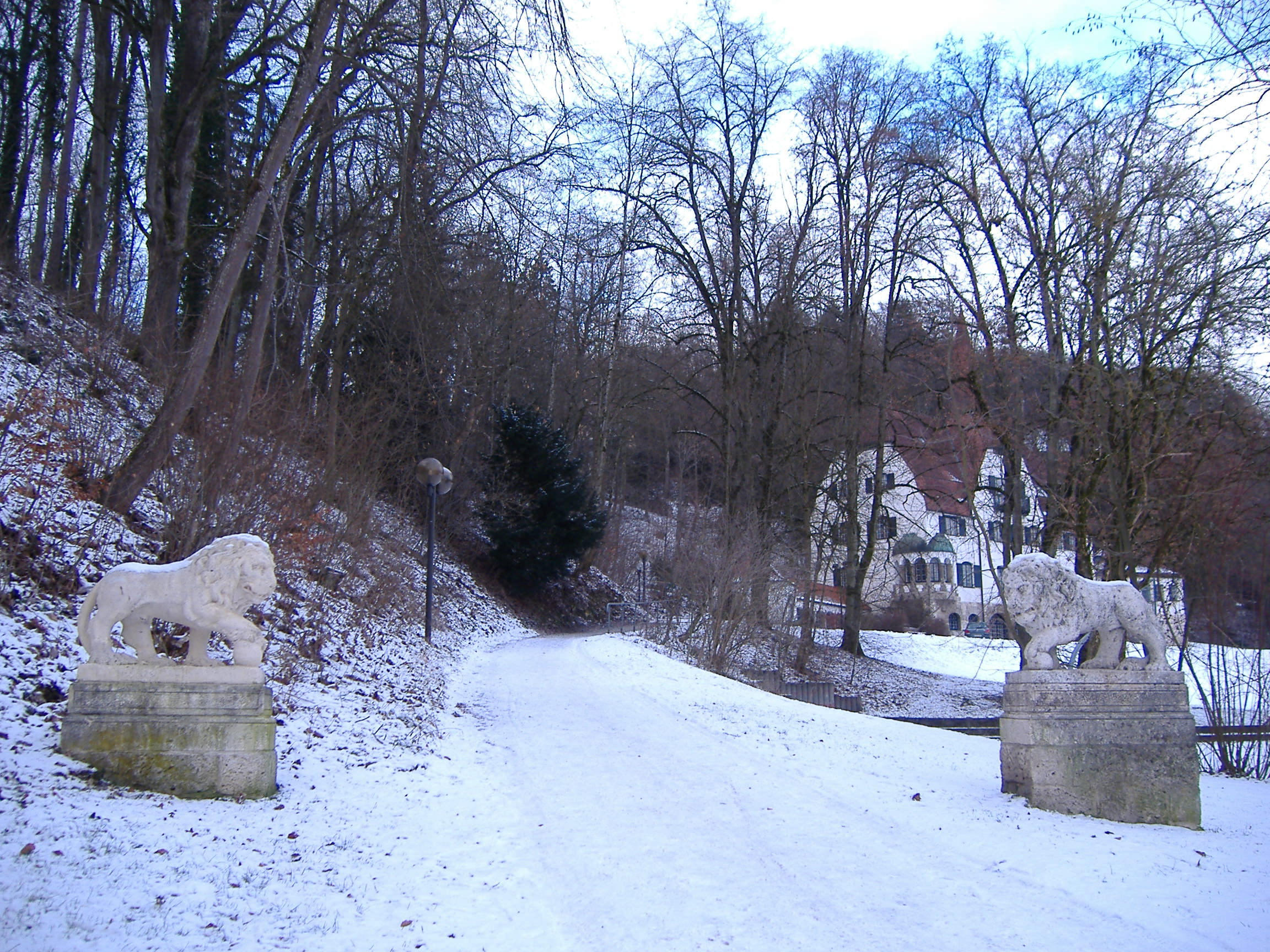
Zufahrt zur Villa Lindenhof (Herrlingen)

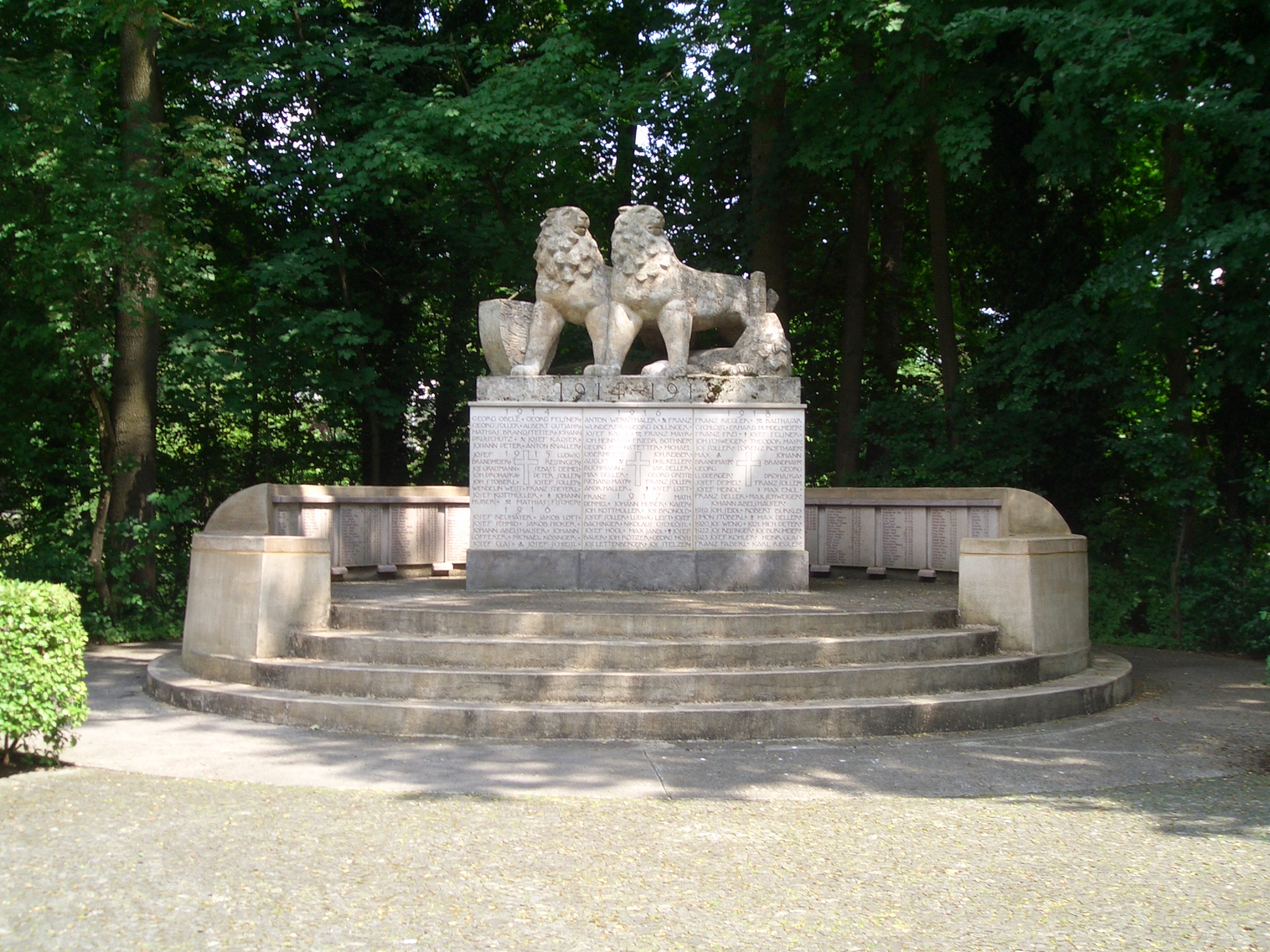
Kriegerdenkmal in Ismaning

- 1905: Die Fee im Stadtgarten Essen
- 1913: Stuckarbeiten am Stadttheater Heilbronn
- 1914: Wandbilder in Secco-Technik an der Markthalle in Stuttgart mit Darstellungen von Jägern und Hirten. Die beiden Hirtenbilder wurden spätestens in der Nachkriegszeit entfernt. Die beiden Jäger-Darstellungen sind erhalten und wurden 2015/16 letztmals restauriert.[2]
- 1919: Plastiken für Villa Lindenhof (Unternehmer Max Robert Wieland, 1867–1936)
- 1924: Kriegerdenkmal in Ismaning (Umsetzung als Modell-Vorlage)
- 1931: Fresko Rathaus Lindau (Totentanzthema, übermalt 1971)
- 1933: Plastik Julius Streicher
- 1939: Die Waffenschmiede – im Eingangsbereich der DAF
- 1940: Schreitende mit Tuch
- 1942: Büste Hermann Göring (Linzer Preis für bildende Kunst)